# Liste der Kulturdenkmäler in Katzwinkel (Sieg)
In der Liste der Kulturdenkmäler in Katzwinkel (Sieg) sind alle Kulturdenkmäler der rheinland-pfälzischen Ortsgemeinde Katzwinkel (Sieg) aufgelistet. Grundlage ist die Denkmalliste des Landes Rheinland-Pfalz (Stand 4. Mai 2023).

## Einzeldenkmäler
| Bezeichnung                            | Lage                                     | Baujahr  | Beschreibung                                         | Bild |
| -------------------------------------- | ---------------------------------------- | -------- | ---------------------------------------------------- | ---- |
| Wohnhaus                               | Katzwinkel, Im Wiesengrund 4 Lage        | vor 1800 | Fachwerkhaus, wohl vor 1800                          | BW   |
| Katholische Pfarrkirche St. Bonifatius | Elkhausen, Kirchstraße 11 Lage           | 1879     | romanisierender Bruchsteinsaal, 1879, erweitert 1912 | BW   |
| Wegekreuz                              | Hecke, nordwestlich des Wohnplatzes Lage | 1856     | Balkenkreuz, Holz, bezeichnet 1856                   | BW   |